# 大丸遺跡 (横浜市)
大丸遺跡（だいまるいせき）は、かつて神奈川県横浜市南区六ツ川3丁目（かつての南区六ツ川町大丸）にあった縄文時代の遺跡。現在はほぼ消滅し、石碑のみが立っている。

## 概要
大丸遺跡は、南区六ツ川地区にある標高82メートルの台地の上に広がっていた。広さは50メートル×30メートル。台地の鞍部から北東斜面にかけて、土器や石器を含んだ土層（遺物包含層）が広がる遺跡だった。
太平洋戦争終結後から1960年代始め頃（昭和30年代）にかけて、縄文時代とその文化の開始期を求める研究風潮がおこり、縄文時代でも古い時期に位置付けられる「撚糸文系土器」が出る大丸遺跡が注目されていた。1951年（昭和26年）11月から翌年1月にかけて、明治大学教授の芹沢長介を中心とする考古学研究会が発掘調査した結果、遺跡は年代順に3つの土層に区分でき、上層からは無文土器を伴う稲荷台式土器、中層からは夏島式土器、下層からは井草式土器が出土した。下層からは井草式とは違う尖底土器（底部の尖った形態の土器、縄文時代でも古い時期に作られた）も出土し「大丸式土器」と命名され、明治大学博物館に収蔵された。発掘当時、縄文土器としては最古のものとして考古学会で認められた。
現在、遺跡は団地に造成されてしまったが、近くの坂道は「大丸縄文坂」と通称され、記念碑と解説板が建てられている。

## 参考図書
- 横浜市埋蔵文化財センター（編）「よこはまの遺跡・大丸遺跡」『埋文よこはま』第15号、横浜市ふるさと歴史財団、2002年2月20日。